# Teatro Miela
Il Teatro Miela è un teatro di Trieste.

## Descrizione
Si tratta di una sala ad uso misto destinata ad ospitare ogni genere di spettacolo.
Il teatro si trova negli spazi dell’ex cinema Aldebaran, nell'edificio sede dell'Ente Porto di Trieste, grazie al comodato concesso dai rappresentanti della compagnia portuale triestina a partire dal 1989.

## Storia
Il teatro è dedicato alla memoria di Miela Reina (1935-1972), artista e pittrice triestina.

## Amministrazione
Il Teatro Miela è stato creato nel 1990 dalla Cooperativa Bonawentura che tuttora ne gestisce lo spazio e la programmazione.